# Didlr
didlr est un site Web de partage de dessins gratuit fondé en septembre 2012. Des applications natives sont disponibles sur Windows 8.1, Windows Phone, iOS et Android. Les dessins partagés sur le site sont appelés des didls ; ils peuvent à leur tour être partagés sur les réseaux sociaux ou par email.
Décrit comme un « twitter avec images », il est aussi qualifié d'« instagram pour dessinateurs ».